# Culex anoplicitus
Culex anoplicitus är en tvåvingeart som beskrevs av Oswaldo Paulo Forattini och Sallum 1989. Culex anoplicitus ingår i släktet Culex och familjen stickmyggor. Inga underarter finns listade i Catalogue of Life.